# Liste der Bodendenkmale in Kropp
In der Liste der Bodendenkmale in Kropp sind die Bodendenkmale der Gemeinde Kropp nach dem Stand der Bodendenkmalliste des Archäologischen Landesamts Schleswig-Holstein von 2016 aufgelistet. Die Baudenkmale sind in der Liste der Kulturdenkmale in Kropp aufgeführt.
| Denkmal-ID           | Befundart | Bezeichnung                             | Zeitstellung            | Lage | Bemerkungen | Bild |
| -------------------- | --------- | --------------------------------------- | ----------------------- | ---- | ----------- | ---- |
| aKD-ALSH-Nr. 003 417 | Altweg    | Weg/Furt/Wasserstraße/Hafen „Ochsenweg“ | Vor- und Frühgeschichte |      |             |      |